# Sombor
Sombor (tiếng Serbia:) là một thành phố Serbia. Thành phố Sombor có diện tích  km², dân số là 51.471 người (theo điều tra dân số Serbia năm 2002) còn dân số cả khu tự quản là người. Đây là thủ phủ hành chính của quận

## Khí hậu
| Dữ liệu khí hậu của Sombor (1981–2010, cực độ 1961–2010) | Dữ liệu khí hậu của Sombor (1981–2010, cực độ 1961–2010) | Dữ liệu khí hậu của Sombor (1981–2010, cực độ 1961–2010) | Dữ liệu khí hậu của Sombor (1981–2010, cực độ 1961–2010) | Dữ liệu khí hậu của Sombor (1981–2010, cực độ 1961–2010) | Dữ liệu khí hậu của Sombor (1981–2010, cực độ 1961–2010) | Dữ liệu khí hậu của Sombor (1981–2010, cực độ 1961–2010) | Dữ liệu khí hậu của Sombor (1981–2010, cực độ 1961–2010) | Dữ liệu khí hậu của Sombor (1981–2010, cực độ 1961–2010) | Dữ liệu khí hậu của Sombor (1981–2010, cực độ 1961–2010) | Dữ liệu khí hậu của Sombor (1981–2010, cực độ 1961–2010) | Dữ liệu khí hậu của Sombor (1981–2010, cực độ 1961–2010) | Dữ liệu khí hậu của Sombor (1981–2010, cực độ 1961–2010) | Dữ liệu khí hậu của Sombor (1981–2010, cực độ 1961–2010) |
| Tháng                                                    | 1                                                        | 2                                                        | 3                                                        | 4                                                        | 5                                                        | 6                                                        | 7                                                        | 8                                                        | 9                                                        | 10                                                       | 11                                                       | 12                                                       | Năm                                                      |
| -------------------------------------------------------- | -------------------------------------------------------- | -------------------------------------------------------- | -------------------------------------------------------- | -------------------------------------------------------- | -------------------------------------------------------- | -------------------------------------------------------- | -------------------------------------------------------- | -------------------------------------------------------- | -------------------------------------------------------- | -------------------------------------------------------- | -------------------------------------------------------- | -------------------------------------------------------- | -------------------------------------------------------- |
| Cao kỉ lục °C (°F)                                       | 19.3 (66.7)                                              | 21.3 (70.3)                                              | 27.6 (81.7)                                              | 29.5 (85.1)                                              | 35.1 (95.2)                                              | 37.1 (98.8)                                              | 40.3 (104.5)                                             | 39.5 (103.1)                                             | 35.7 (96.3)                                              | 29.4 (84.9)                                              | 25.7 (78.3)                                              | 20.7 (69.3)                                              | 40.3 (104.5)                                             |
| Trung bình ngày tối đa °C (°F)                           | 3.6 (38.5)                                               | 6.3 (43.3)                                               | 12.0 (53.6)                                              | 17.8 (64.0)                                              | 23.3 (73.9)                                              | 26.1 (79.0)                                              | 28.5 (83.3)                                              | 28.5 (83.3)                                              | 23.7 (74.7)                                              | 18.1 (64.6)                                              | 10.2 (50.4)                                              | 4.5 (40.1)                                               | 16.9 (62.4)                                              |
| Trung bình ngày °C (°F)                                  | −0.1 (31.8)                                              | 1.4 (34.5)                                               | 6.2 (43.2)                                               | 11.6 (52.9)                                              | 17.1 (62.8)                                              | 20.2 (68.4)                                              | 21.9 (71.4)                                              | 21.3 (70.3)                                              | 16.5 (61.7)                                              | 11.3 (52.3)                                              | 5.4 (41.7)                                               | 1.1 (34.0)                                               | 11.2 (52.2)                                              |
| Tối thiểu trung bình ngày °C (°F)                        | −3.4 (25.9)                                              | −2.6 (27.3)                                              | 1.2 (34.2)                                               | 5.8 (42.4)                                               | 10.8 (51.4)                                              | 13.8 (56.8)                                              | 15.2 (59.4)                                              | 14.7 (58.5)                                              | 10.7 (51.3)                                              | 6.2 (43.2)                                               | 1.7 (35.1)                                               | −1.8 (28.8)                                              | 6.0 (42.8)                                               |
| Thấp kỉ lục °C (°F)                                      | −27.2 (−17.0)                                            | −26.3 (−15.3)                                            | −20.3 (−4.5)                                             | −5.6 (21.9)                                              | −1.0 (30.2)                                              | 2.0 (35.6)                                               | 7.3 (45.1)                                               | 4.6 (40.3)                                               | −2.2 (28.0)                                              | −6.9 (19.6)                                              | −18.4 (−1.1)                                             | −23.7 (−10.7)                                            | −27.2 (−17.0)                                            |
| Lượng Giáng thủy trung bình mm (inches)                  | 37.3 (1.47)                                              | 29.9 (1.18)                                              | 36.4 (1.43)                                              | 45.2 (1.78)                                              | 60.0 (2.36)                                              | 81.5 (3.21)                                              | 66.2 (2.61)                                              | 53.1 (2.09)                                              | 54.4 (2.14)                                              | 47.3 (1.86)                                              | 53.7 (2.11)                                              | 47.4 (1.87)                                              | 612.4 (24.11)                                            |
| Số ngày giáng thủy trung bình (≥ 0.1 mm)                 | 11                                                       | 10                                                       | 10                                                       | 12                                                       | 12                                                       | 13                                                       | 10                                                       | 9                                                        | 10                                                       | 9                                                        | 11                                                       | 13                                                       | 128                                                      |
| Độ ẩm tương đối trung bình (%)                           | 84                                                       | 78                                                       | 70                                                       | 66                                                       | 64                                                       | 65                                                       | 64                                                       | 66                                                       | 71                                                       | 75                                                       | 82                                                       | 86                                                       | 72                                                       |
| Số giờ nắng trung bình tháng                             | 62.2                                                     | 97.5                                                     | 147.6                                                    | 191.8                                                    | 244.1                                                    | 259.5                                                    | 290.3                                                    | 274.3                                                    | 197.1                                                    | 152.5                                                    | 80.4                                                     | 53.0                                                     | 2.050,4                                                  |
| Nguồn: Republic Hydrometeorological Service of Serbia    |                                                          |                                                          |                                                          |                                                          |                                                          |                                                          |                                                          |                                                          |                                                          |                                                          |                                                          |                                                          |                                                          |